# Julius Bahnsen
Julius Friedrich August Bahnsen (30 de março de 1830 - 7 de dezembro de 1881) foi um filósofo alemão. Bahnsen é geralmente considerado o criador da caracterologia e de um método dialético-real de reflexão filosófica que ele estabeleceu em sua obra de dois volumes chamada Contribuições para a caracterologia (1867) e desenvolvido mais adiante em suas próximas obras, entre outras sua obra-prima A Contradição no Conhecimento e no Ser do Mundo  (1880/82).

## Biografia
Nascido em Tondern (Tønder), Eslésvico, em 1830, Bahnsen iniciou seu estudo de filosofia e (sob Gregor Wilhelm Nitzsch) filologia em Quiel. Desde 1849, ele lutou como voluntário contra os dinamarqueses na Primeira Guerra do Eslésvico (1848 a 1851) e fugiu para Tübingen, no Reino de Vurtemberga, após o desarmamento do exército de Eslésvico-Holsácia em 1850. Lá, ele estudou filosofia e, em 1853, se formou com Friedrich Theodor Vischer com um tópico relacionado à estética. Vários empregos como professor seguiram. Em 1862, Bahnsen conseguiu um emprego em um proginásio em Lauemburgo (Lębork), Hinterpommern, onde viveu até sua morte.

## Trabalho filosófico
Como discípulo de Schopenhauer, Bahnsen ousou uma fusão da dialética de Hegel (que Bahnsen, no entanto, aceitou apenas dentro dos âmbitos do abstrato) e do monismo de Schopenhauer. Embora, nesse contexto, a vontade schopenhaueriana irracional e abrangente ainda seja aceita como a essência do mundo e a única coisa real, ela não é considerada como sendo a mesma em todos os indivíduos, mas tão diversa quanto esses indivíduos.
Esse elemento caracterológico dos ensinamentos de Bahnsen, sobre o qual se baseiam as obras de filósofos como Ludwig Klages, é estabelecido em Contribuições para a caracterologia (1867), bem como nas descrições Sobre a Relação Entre Vontade e Motivo (1870) e Mosaicos e Silhuetas (1877). Uma vez que a natureza da irracionalidade consiste em contradição - particularmente a existência concomitante de múltiplas direções de vontade que se ligam umas às outras -, conclui-se que não apenas a realidade é uma luta contínua de contrastes materiais (dialética-real), mas que o interior de cada indivíduo é viciado no antagonismo insolúvel de direções opostas da vontade (colisões de vontade) também. Bahnsen nega uma redenção das incontáveis unidades de vontade ("will henades", como ele mesmo a expressa) e postula a permanência da existência da contradição como uma natureza básica do mundo, pelo qual a lei deste mundo se torna uma ordem mundial trágica.
Bahnsen apresentou o lado dialético-real de seus ensinamentos no artigo Sobre a Filosofia da História (1871), seu trabalho central A Contradição no Conhecimento e no Ser do Mundo (1880/82) e sua publicação de aniversário ao jubileu da cidade Tübingen O Trágico como Lei Mundial e o Humor como Forma Estética do Metafísico (1877).

### Filosofia
No início de seu aprofundamento na filosofia, Julius Bahnsen desenvolveu um interesse no hegelianismo, que estava em declínio, mas ainda popular no início do século XIX na Alemanha. Pelos ensinamentos de Hegel, Bahnsen achou insatisfeito seu panlogismo e racionalismo radical. Na visão de Bahnsen, havia uma grande diferença entre a irracionalidade não oculta do mundo e as ingênuas teorias, racionalizações e explicações de vários filósofos. A própria existência parecia áspera, confusa e totalmente contraditória. Partindo dessas premissas, Bahnsen achou atraente a ideia de Hegel sobre a dialética. A dialética explicava a oposição arraigada do mundo consigo mesmo em um ciclo de conflito perpétuo (como Heráclito observara em seus fragmentos séculos antes). No entanto, Bahnsen acreditava que o postulado de Heráclito de um Logos subjacente e a ideia de Hegel de um espírito racional tinham os enganado e contaminado a formulação da dialética de Hegel com progressivismo e historicismo. Como resposta a esse "mal-entendido", Bahnsen desenvolveu sua própria ideia do Realdialektik. No Realdialektik, não havia noção de síntese entre duas forças opostas. A oposição resulta apenas na negação e na consequente destruição de aspectos contraditórios. Para Bahnsen, não havia racionalidade no ser e, portanto, não havia poder teleológico que levasse ao progresso no final de cada conflito.
No entanto, o sistema filosófico de Bahnsen estava apenas dando seus primeiros passos. Ele aceitou uma forma "modificada" da dialética de Hegel, mas, ao remover a entidade metafísica condutora, restava um vazio a ser preenchido em sua visão de mundo. Isso levou à descoberta acidental de Bahnsen do Mundo como Vontade e Representação por Arthur Schopenhauer. Depois de examinar cuidadosamente essa obra-prima e discuti-la pessoalmente com o filósofo de Frankfurt, Bahnsen percebeu que a noção metafísica de uma vontade irracional subjacente a toda a criação era exatamente o que ele precisava em seu próprio sistema. Depois de vários anos estudando as obras de Schopenhauer, Bahnsen tornou-se muito proficiente e conhecedor da "filosofia da vontade". Ele era considerado um dos filósofos mais capazes do Schopenhauer Schule, rivalizado apenas pelo executor literário pessoal de Schopenhauer - Julius Frauenstädt. No entanto, à medida que o sistema de Bahnsen amadureceu, ele começou a se desviar dos ensinamentos de Schopenhauer de maneiras consideráveis.
Bahnsen sempre nutriu um interesse em psicologia, especificamente no método de exame de caracteres e temperamentos individuais. Ele via cada pessoa como única e, como resultado dessa visão, não podia aceitar inteiramente a preferência de Schopenhauer pelo monismo (a ideia de que cada pessoa e cada coisa é apenas um modo de uma entidade metafísica singular). Semelhante ao pessimista alemão Philipp Mainländer, Bahnsen inclinou-se para o pluralismo ontológico e afirmou que não há vontade unificada, mas apenas vontades individuais, com seus próprios desejos, objetivos e desejos específicos. No entanto, essas vontades individuais ("henades" ) sofrem de desejos contraditórios devido à sua natureza irracional. Este é o resultado da combinação de Bahnsen da metafísica voluntarística de Schopenhauer e de suas próprias ideias sobre o Realdialektik . Uma diferença crucial entre a visão de mundo de Schopenhauer, que oferece salvação para alguns através do silenciamento da vontade do Intelecto liberto, e a de Bahnsen é que, no sistema filosófico de Bahnsen - não há salvação. Para Bahnsen, sem a vontade, o intelecto é impotente. A vontade não pode "querer" o nada, pois a vontade de nada ainda é uma forma de querer, e querer não querer é uma contradição. No entanto, não é impossível o intelecto ter tais ideias já que, de acordo com Bahnsen, todas as ideias criadas pelo intelecto são contraditórias, pois os desejos da vontade são irracionais e eternamente conflitam consigo mesmos. Essa visão de mundo extremamente pessimista, que não oferece escapatória para o sujeito, diferencia Bahnsen não apenas de Schopenhauer, mas também do resto de seus contemporâneos pessimistas (Frauenstädt, Mainländer, Hartmann). Suas ideias são plausivelmente mais perturbadoras do que a noção de Mainländer da vontade de morrer, mas estranhamente semelhantes à ideia de eterno retorno de Friedrich Nietszche.

### Correspondência com Hartmann
Bahnsen desenvolveu uma amizade próxima com o filósofo Karl Robert Eduard von Hartmann, até que finalmente se desentenderam e se tornaram rivais filosóficos. Isso não é surpreendente, pois os dois pensadores tiveram princípios e influências filosóficas semelhantes, mas diferiram crucialmente em sua interpretação dessas influências. Hartmann colocou a ideia de Schopenhauer de uma vontade sempre desejante dentro da psique inconsciente do sujeito, enquanto aceitava o racionalismo e o historicismo subjacentes de Hegel. Hartmann tinha uma afinidade pelo monismo panteísta e afirmou que a vontade e o espírito racional eram, em última análise, a mesma coisa. Por outro lado, Bahnsen rejeitou o racionalismo de Hegel e aceitou sua dialética de forma negativa, integrando-a a uma versão pluralizada da metafísica da vontade de Schopenhauer. Essa é uma demonstração bastante irônica da ideia de existência como contradição de Bahnsen, pois o interesse de Bahnsen e Hartmann pelos dois filósofos os uniu e criou contenção em sua amizade.
Hartmann criticou o pluralismo de Bahnsen e afirmou que o ponto comum entre todas as "vontades individuais" é uma vontade singular. Enquanto Bahnsen criticou Hartmann, alegando que seu "racionalismo hegeliano" corrompeu os ensinamentos da vontade essencialmente sem propósito de Schopenhauer. Bahnsen afirmou que o espírito de Hegel não podia ser combinado com a vontade schopenhaueriana, porque esse geist é teleológico e sempre teve um objetivo final. A vontade não tem objetivos, pois isso exigiria racionalidade e Schopenhauer estava claro que o intelecto era apenas um escravo acidental da vontade, e não uma característica essencial dela. Hartmann se defendeu alegando que a vontade em si era irracional e, precisamente por isso, precisava do espírito para direcioná-la para um objetivo. Caso contrário, a criação não poderia ter ocorrido. As representações que observamos são os únicos objetivos da vontade e essas representações são evidentemente racionais. Bahnsen respondeu que o sentimento é o objetivo não-representacional da vontade e que nem todos os objetivos da vontade são racionais. Esse debate não pôde ser resolvido, pois Hartmann considerava o sentimento uma representação inconsciente, enquanto Bahnsen não conseguia aceitar a realidade improvável dessa chamada "representação inconsciente".
Além disso, Bahnsen discordou de Hartmann sobre pontos fundamentais. Se a vontade e as ideias (racionais) são diferentes (como afirmou Hartmann), como as Ideias influenciam a Vontade se elas não têm vontade própria? Hartmann alegaria que eles são "diferentes, mas unificadas", mantendo-se fiel ao seu monismo. No entanto, isso pareceria uma contradição para Bahnsen e solidificaria ainda mais o poder das próprias convicções e conclusões de Bahnsen decorrentes de seu Realdialektik. Quanto a Hartmann, ele não aceitou as teorias de Bahnsen e o diagnosticou com uma melancolia psicopática e uma incapacidade filosófica de distinguir "conflito" de "contradição".

### Teoria da tragédia
A teoria da tragédia de Bahnsen derivou direta e naturalmente das ideias contraditórias de seu Realdialektik . Em seu próprio tempo, as aclamadas teorias da tragédia eram as de Schiller e Hegel. Para eles, a escolha moral correta nas circunstâncias de um herói trágico é sempre clara e extremamente dolorosa, precisamente por causa dessas circunstâncias. Ou seja, por mais clara que seja essa escolha, é sempre difícil escolher. Um bom exemplo é Hegel, que afirma que devemos sempre escolher o bem do coletivo, independentemente de quão difícil isso seja para um indivíduo em particular. Bahnsen discordou dessa ideia. Para ele, uma escolha clara nunca é óbvia, não há sequer uma escolha clara a ser feita. Na tragédia, o herói deve escolher entre seus deveres e/ou seus valores. O que quer que ele escolha, ele pecará e será punido por não escolher o outro (punido por lei ou por culpa). A partir dessa observação, Bahnsen concluiu que a tragédia expõe precisamente essa contradição interna que é inerente ao mundo. Em seu trabalho de 2016, Weltschmerz: Pessimismo na Filosofia Alemã, 1860-1900, o professor de filosofia americano Frederick Beiser expressa as opiniões de Bahnsen:
"O destino do indivíduo moderno é que ele ou ela deve escolher entre esses valores e essas visões de mundo, onde a escolha não pode ser exclusiva, moral, correta ou racional. Este é o destino trágico. "
É por isso que Bahnsen afirma que, em última análise, a razão não pode nos ajudar em nossas vidas e que nossas escolhas devem ser ditadas pelo sentimento. Alguns anos antes de Nietzsche desenvolver seu perspectivismo e Kierkegaard escrever que todas as escolhas levam à tristeza e ao arrependimento, Bahnsen já havia previsto essas conclusões. Ele reclamou que um típico missionário cristão alegaria que alguém deveria "fazer a coisa certa e ser recompensado", mas não há uma coisa "certa". Cada escolha moral tem consequências e todas elas têm vantagens e desvantagens. Diante de uma existência tão terrível, Bahnsen vê o humor como quase sagrado. Só ele nos dá a capacidade de rir da tragédia do ser e evitar as garras da depressão.

### Realismo transcendental
No final de sua vida, Bahnsen completou seu projeto filosófico. Apesar das edições constantes e pequenas mudanças nos detalhes, três premissas principais permaneceram ao longo da filosofia de Bahnsen:
1) A contradição existe no coração da realidade e não é um mero atributo de nossos pensamentos sobre a realidade
2) A contradição não é resolvida na síntese
3) A fonte da contradição é a vontade
Além de rejeitar o progressivismo de Hegel e reinterpretar a vontade singular de Schopenhauer, Bahnsen também negou todas as formas de idealismo. Para ele, as ideias do idealismo são inerentemente solipsistas e não levam em consideração a realidade única das vontades individuais de outras pessoas. Por esse motivo e para outros fins mais técnicos, Bahnsen concordou com seus colegas pessimistas Julius Frauenstädt, Philipp Mainländer e Karl Robert Eduard von Hartmann que o realismo transcendental é superior ao idealismo transcendental.

### A interpretação de Bahnsen do pessimismo
No final de sua vida, Bahnsen escreveu um artigo sobre pessimismo, tentando distinguir seu próprio pessimismo do de seus contemporâneos. Segundo este artigo, Bahnsen considerou sua posição oposta ao otimismo idealista e ao cinismo depreciativo. Ele afirmou que o pessimista preserva seu "coração idealista", mas utiliza o "cálculo frio da cabeça" para atingir um meio termo. Assim, o pessimista percebe que aliviar o sofrimento de todos (mesmo de um) é quase impossível, mas o sofrimento causado por essa impossibilidade fortalece a incansável busca do pessimista por esse objetivo, em vez de desmoralizá-lo. Porque ele sente o "weltschmerz" do ser, ele é alimentado ainda mais pela empatia e compaixão.
Bahnsen criticou o pessimismo "hedonista" - a posição de que as dores do mundo superam seus prazeres em qualidade e quantidade. Mais uma vez, o filósofo reafirmou suas convicções em relação ao individualismo e afirmou que esse cálculo era impossível de ser feito, pois mediria cada indivíduo de maneira diferente. Existem outras razões para ser pessimista em relação ao mundo, afirmou: perceber que todos os objetivos e ideais morais são fúteis, mas persegui-los mesmo assim, sabendo muito bem que não há saída ou salvação - esse é o verdadeiro pessimismo.